# Bansari (Bulu)
Bansari is een bestuurslaag in het regentschap Temanggung van de provincie Midden-Java, Indonesië. Bansari telt 2921 inwoners (volkstelling 2010).